# Campeonato Africano de Atletismo de 2012 - Arremesso de peso feminino
A prova do arremesso de peso feminino do Campeonato Africano de Atletismo de 2012 foi disputada no dia 1 de julho de 2012 no Estádio Charles de Gaulle em Porto Novo,  no Benim. 

## Recordes
Antes desta competição, os recordes mundiais e do campeonato nesta prova eram os seguintes:
|                       | Nome               | Nacionalidade   | Distância | Local  | Data                 |
| --------------------- | ------------------ | --------------- | --------- | ------ | -------------------- |
| Recorde mundial       | Natalya Lisovskaya | União Soviética | 22m 63cm  | Moscou | 7 de junho de 1987   |
| Recorde do campeonato | Vivian Chukwuemeka | Nigéria         | 17m 60cm  | Radès  | 10 de agosto de 2002 |
| Recorde africano      | Vivian Chukwuemeka | Nigéria         | 18m 43cm  | Walnut | 19 de abril de 2003  |

Os seguintes recordes foram estabelecidos durante esta competição:
| Data       | Evento | Atleta             | Nacionalidade | Distância | Notas |
| ---------- | ------ | ------------------ | ------------- | --------- | ----- |
| 1 de julho | Final  | Vivian Chukwuemeka | Nigéria       | 18m 86cm  | ,     |

## Medalhistas
| Ouro               | Prata                | Bronze                         |
| Chinwe Okoro (NGR) | Omotayo Talabi (NGR) | Auriole Dongmo Mekemnang (CMR) |

## Cronograma
Todos os horários são locais (UTC+1).
| Data       | Hora  | Evento |
| ---------- | ----- | ------ |
| 1 de julho | 15:30 | Final  |

## Resultado final
| Posição           | Atleta                   | Nacionalidade  | #1    | #2    | #3    | #5    | #5    | #6    | Resultados | Notas |
| ----------------- | ------------------------ | -------------- | ----- | ----- | ----- | ----- | ----- | ----- | ---------- | ----- |
| Medalha de ouro   | Chinwe Okoro             | Nigéria        | 15.63 | x     | 16.21 | x     | x     | 16.16 | 16.21      |       |
| Medalha de prata  | Omotayo Talabi           | Nigéria        | 14.68 | x     | 15.63 | x     | x     | 14.70 | 15.63      |       |
| Medalha de bronze | Auriole Dongmo Mekemnang | Camarões       | 14.61 | 14.92 | 15.09 | 15.14 | x     | 15.41 | 15.41      |       |
| 4                 | Sonia Smuts              | África do Sul  | 14.32 | x     | 15.40 | 14.13 | 15.06 | 14.52 | 15.40      |       |
| 5                 | Alifatou Djibril         | Togo           | 12.81 | 13.15 | 13.95 | 14.16 | 14.60 | 13.79 | 14.60      |       |
| 6                 | Elham El Sayed Wahaba    | Egito          | x     | x     | 12.70 | 13.13 | 12.88 | 13.32 | 13.32      |       |
| 07 !              | Vivian Chukwuemeka       | Nigéria        | 18.23 | 18.41 | 18.56 | 18.23 | 18.86 | 18.33 | DSQ        |       |
| 07 !              | Sali Nadounke            | Burquina Fasso |       |       |       |       |       |       | DNS        |       |
| 07 !              | Mohamad Attya Walaa      | Egito          |       |       |       |       |       |       | DNS        |       |

Legenda
| Recorde mundial       | Recorde mundial (World record)               |                       | Recorde africano                      | Recorde africano (African) |                                           | Q | Classificado por posição (Qualified) |
| Recorde do campeonato | Recorde do campeonato (Championship record)  | Recorde da América    | Recorde da América (Americas)         | q                          | Classificado por melhor tempo (Qualified) |   |                                      |
| Melhor marca do ano   | Melhor marca do ano (World leading)          | Recorde asiático      | Recorde asiático (Asian)              | DNS                        | Não largou (Did not start)                |   |                                      |
| Recorde nacional      | Recorde nacional (National record)           | Recorde europeu       | Recorde europeu (European)            | DNF                        | Não terminou (Did not finish)             |   |                                      |
| Recorde pessoal       | Recorde pessoal do atleta (Personal best)    | Recorde da Oceania    | Recorde da Oceania (Oceania)          | DSQ / DQ                   | Desclassificado (Disqualified)            |   |                                      |
| Recorde da temporada  | Recorde da temporada do atleta (Season best) | Recorde sul-americano | Recorde sul-americano (South America) | NM                         | Sem marca (No mark)                       |   |                                      |